# Đại dịch COVID-19 tại Niue
Bài viết này ghi lại các tác động của đại dịch COVID-19 ở Niue, và có thể không bao gồm tất cả các phản ứng và biện pháp chính hiện đại.

## Dòng thời gian
Vào ngày 9 tháng 3 năm 2022, Niue đã xác nhận trường hợp COVID-19 đầu tiên của vùng lãnh thổ này.
Tính đến hết ngày 13 tháng 4 năm 2024, Niue ghi nhận 1,059 trường hợp mắc COVID-19 và không có trường hợp tử vong.